# Тимохово
Тимо́хово (рос. Тимохово) — присілок у складі Богородського міського округу Московської області, Росія.
24 березня 2004 року до складу присілка приєднано селище Центральної Усадьби Звіросовхоза «Тимоховський» (860 осіб станом на 2002 рік, стара назва — совхоз Тимоховський) та присілок Нестерово (4 особи).

## Населення
Населення — 894 особи (2010; 934 у 2002).
Національний склад (станом на 2002 рік) присілка Тимохово:
- росіяни — 90 %

Національний склад (станом на 2002 рік) селища Центральної Усадьби Звіросовхоза «Тимоховський»:
- росіяни — 97 %

Національний склад (станом на 2002 рік) присілка Нестерово:
- росіяни — 100 %